# Döden varnar bara en gång
Döden varnar bara en gång (engelska: The Limbo Line) är en brittisk spionthriller från 1968 i regi av Samuel Gallu. 
Filmen är baserad på Victor Cannings roman Den sista resan.

## Handling
En brittisk agent måste stoppa ryssarna från att kidnappa avhoppare och föra tillbaka dem bakom järnridån via the Limbo Line.

## Rollista i urval
- Craig Stevens - Richard Manston
- Kate O'Mara - Irina Tovskia
- Eugene Deckers - Cadillet
- Moira Redmond - Ludmilla
- Vladek Sheybal - Oleg
- Jean Marsh - Goldsmith
- Ferdy Mayne - Sutcliffe
- John Horsley - Richards